# Карась-барабан
Карась-барабан, или зубастый карась, или зубастый сарг (лат. Diplodus cervinus) — вид лучепёрых рыб из семейства спаровых.
Морская рифовая демерсальная рыба со средней длиной тела 35 см, может достигать максимальной длины 55 см. Тело высокое, сжатое с боков, с заострённым рылом и толстыми губами. Рацион питания состоит в основном из зообентоса, таких как морские ежи, черви и двустворчатые моллюски.
Ранее выделяли три подвида с различным ареалом:
- D. c. cervinus — восточная Атлантика от Бискайского залива и Средиземноморья до Южной Африки, Мадейра и Канарские острова включительно; отсутствует у Кабо-Верде, Сенегала и в Гвинейском заливе.
- Южноафриканский карась-барабан[1] (D. c. hottentotus) — Индийский океан у Омана.
- D. c. omanensis — западный Индийский океан от Мозамбика до Южной Африки.

Ихтиологическая база данных FishBase всем 3 подвидам придаёт статус отдельных видов:
- Diplodus cervinus (Lowe, 1838)[5]
- Diplodus hottentotus (A. Smith, 1844)[6]
- Diplodus omanensis Bauchot & Bianchi, 1984[7]